# اومبرتو مالوانو
[[پرونده:]]
اومبرتو مالوانو (انگلیسی: Umberto Malvano; ۱۷ ژوئیهٔ ۱۸۸۴ – ۱۵ سپتامبر ۱۹۷۱) بازیکن فوتبال اهل ایتالیا بود.
از باشگاه‌هایی که در آن بازی کرده‌است می‌توان به باشگاه فوتبال یوونتوس و باشگاه فوتبال آ.ث. میلان اشاره کرد.